# Мали Чепчин
Мали Чепчин (слч. Malý Čepčín) насељено је мјесто са административним статусом сеоске општине (слч. obec) у округу Турчјанске Тјеплице, у Жилинском крају, Словачка Република.

## Становништво
| Година:    | 1994. | 2004.   | 2014.   | 2024.   |
| ---------- | ----- | ------- | ------- | ------- |
| Број људи: | 527   | 519     | 535     | 545     |
| Разлика:   |       | -1,51 % | +3,08 % | +1,86 % |

| Година:    | 2023. | 2024.   |
| ---------- | ----- | ------- |
| Број људи: | 543   | 545     |
| Разлика:   |       | +0,36 % |

Према подацима о броју становника из 2011. године насеље је имало 519 становника.